# Амедео Модиљани
Амедео Модиљани (итал. Amedeo Modigliani; Ливорно, Италија, 12. јул 1884 — Париз, 24. јануар 1920), је био италијански сликар јеврејског порекла.

## Биографија
Модиљани је рођен као четврто и најмлађе дете у својој породици. С обзиром да су били сиромашни, његова мајка је морала да преводи поезију и даје часове тако зарађујући новац. Године 1898. Модиљани се разболео од тифуса, а после опоравка било му је дозвољено да напусти школу и да похађа наставе цртања и сликања у уметничкој академији у Ливорну.
Крајем 1900. његово здравствено стање се погоршало. Убрзо је добио туберкулозу и зиму је провео у Напуљу, затим Каприју и Риму. Године 1906. Модиљани је отишао у Париз где је учио цртање у Académie Colarossi. У Паризу се упознао са делима Анри де Тулуз-Лотрека под чијим утицајем једно време слика али око 1907. открива дела Пола Сезана која су га задивила. Тада је упознао и немачког уметника Лудвига Меидмера који описује Модиљанија као последњег правог боема. Модиљани је у току боравка у Паризу жестоко пио, конзумирао дрогу, а често су га пратиле и разне афере. 1907. налази свог првог мецену - Пол Александра. Преко њега упознаје и Бранкусија, једног од тада најпознатијих вајара. У том раздобљу па све до Првог светског рата Модиљани углавном израђује камене скулптуре инспирисане афричком уметношћу. 1910. упознаје Ану Ахматову са којом ће имати љубавну везу упркос чињеници да је она удата. После годину дана Ана напушта Модиљанија и враћа се свом мужу.
Када је почео Први светски рат, Модиљани је покушао да се пријави у војску али су га одбили због лошег здравља. У међувремену је сликао портрете својих пријатеља, већином такође сликара: Пабла Пикаса, Дијега Ривере, Жана Кокто, Мориса Утрила, Макса Жакоба и других.
Људи су га звали: Моди, што се грубо могло превести као морбидан, док су га пријатељи и породица често ословљавали са Дедо.
Године 1914. престао је да прави скулптуре зато што више није имао камена за клесање. Исте године је упознао Беатрис Хејстингс, младу енглеску новинарку са којом се спријатељио и која ће му бити модел следеће две године. Она му је позирала за чувену слику Мадам Помпадур.
У то доба је почео да слика експресионистичким стилом портретисања. Лице и врат су издужени, линије су фино савијене, често се не виде зенице на очима, усне су ситне... Осећа се блага иронија.
Године 1916. упознао је Леополда Зборовског и његову жену Ану који постају истински пријатељи. Модиљани их је насликао неколико пута. Тада је започео велику серију актова који су изузетно еротични.
Године 1917. упознао је деветнаестогодишњу Жан Ебутерн са којом је почео да живи заједно. Постала је један од његових главних модела који је насликао више од 25 пута. 3. децембра 1917. Модиљани је први пут изложио своја платна актова у галерији „Берт Вејл“. То је била његова једина самостална изложба током живота. Она је изазвала велики скандал и полиција наређује да се платна скину са изложбе. У пролеће су Модиљани и Жан побегли у Ницу. Тамо је настао највећи број његових дела која касније постају најпознатија и најскупља дела. 29. новембра 1918. Жан је родила Модиљанију кћер којој дају име по мајци Жан. 1919. су се вратили у Париз.
Енглески колекционари су почели да купују његове радове након неколико успешних изложби у Енглеској. Али Модиљани се разболео од туберкулозе и умро почетком следеће године. Дан после његове смрти Жан је извршила самоубиство икочивши из стана својих родитеља на петом спрату. Жан је била у осмом месецу трудноће. Покопани су заједно на гробљу Пер Лашез у Паризу.

## Галерија
- А. Модиљани, Мадам Помпадур
- А. Модиљани, Млада девојка
- А. Модиљани, Жан Ебутерн
- А. Модиљани, Лежећи акт
- А. Модиљани, Жан Кокто, 1916.
- А. Модиљани, Аутопортрет
- А. Модиљани, Циганка са бебом, 1919.